# Río Abelenda
El río Abelenda es un río del municipio de Tordoya, en la provincia de La Coruña, afluente del río Paradela. En su curso bajo es llamado río Carballal, y en su curso alto arroyo de Braña de Burgán. 

## Curso
El río nace entre los límites de Tordoya y Trazo, en la Fonte da Regueira, bajo el pueblo de O Carballal. Después sigue dirección noreste, pasando por el paraje de Braña de Burgán, y más tarde por los pueblos de Burgán, Villarbó y Pazos. Entonces se dirige recto hacia el noreste hasta desembocar en el río Paradela, después de atravesar Gorgullos.